# Шварцбарт, Игнаций
Игнаций Шварцбарт (1888, Хшанув — 1961, Нью-Йорк) — сионистский деятель родом из Польши. Один из двух евреев, входивших в Национальный Совет польского правительства в изгнании. Вместе со вторым, Шмуэлем Зигельбоймом, он сыграл ключевую роль в раскрытии преступлений нацистов против евреев в оккупированной Польше. В 1942 году Шварцбарт провёл в Лондоне пресс-конференцию и сообщил, что 1 миллион евреев уже были убиты. Цифры попали в сообщения СМИ, но были восприняты со скепсисом как британскими, так и некоторыми польскими политиками.